# Махин, Фёдор Евдокимович
Фёдор Евдокимович Махин (15 апреля 1884, село Александровское Иркутского уезда и губернии — 2 июня 1945, Белград) — русский и югославский офицер, участник Первой мировой, Гражданской и второй мировой войн.

## Биография
Родился в старообрядческой семье урядника казачьего войска Евдокима Васильевича Махина, ветерана туркестанских походов и русско-турецкой войны 1877—1878 годов, кавалера полного банта знака отличия Военного ордена, разжалованного и сосланного в Сибирь на бессрочную каторгу за оскорбление офицера в декабре 1879 года. После амнистии отца (1895) приехал с родителями в станицу Буранную Оренбургского уезда Оренбургской губернии. В 1898 году Евдоким Махин был полностью восстановлен в правах, ему были возвращены награды.
Ф. Махин начал военную службу в 1900 году писарем войскового хозяйственного правления Оренбургского казачьего войска. В 1904 году окончил по первому разряду Оренбургское казачье училище, откуда выпущен в чине хорунжего в 6-й Оренбургский казачий полк. В полку занимал должность делопроизводителя полкового суда. В 1905—1907 годах исполнял должность полкового казначея в 7-м Оренбургском казачьем полку, в Саратовской губернии участвовавшем в подавлении крестьянских волнений. Командовал 2-й полусотней 3-й сотни полка. В 1908 году получил чин сотника.
В 1908 году поступил в Николаевскую академию Генерального штаба. Окончил младший класс Академии сорок седьмым. В 1910 году не сдал экзамен по военной статистике иностранных стран и был отчислен с правом восстановления. В 1911 году сдал все экзамены за младший класс и был вновь зачислен в Академию. По итогам переводных экзаменов и полевых поездок старшего класса подъесаул Махин был сороковым по списку. Со средним баллом 10,3 переведён на дополнительный курс. В 1913 году окончил Академию по первому разряду шестнадцатым в выпуске со средним баллом 10,5 и причислением к Генштабу. За отличные успехи был награждён орденом Св. Анны 3-й степени, получил право преподавания военной истории в военных училищах и попал на службу в Киевский военный округ.

### Первая мировая война
С 10 августа 1913 года — капитан; с 5 мая 1915 года — помощник старшего адъютанта отдела генерал-квартирмейстера штаба 8-й армии. В 1916 году произведён в подполковники. С 17 сентября 1916 года — штаб-офицер для поручений штаба XLVII армейского корпуса, действовавшего в Румынии под командованием А. М. Зайончковского. С 25 ноября 1916 года — штаб-офицер для поручений управления генерал-квартирмейстера штаба Дунайской армии.
С 27 июля 1917 года — начальник штаба 3-й стрелковой дивизии. В 1917 (по другим данным в 1906 г.) году вступил в партию социалистов-революционеров (ПСР), возглавлял штаб военной организации партии.

### Гражданская война
По приказу ЦК ПСР поступил на службу в Красную армию, получил назначение на должность начальника оперативного отделения штаба военного руководителя Московского района К. К. Байова. Назначен начальником Уфимского полевого штаба и временно исполняющим должность командующего 2-й армией Восточного фронта (26 июня — 3 июля 1918).
При приближении войск Чехословацкого корпуса к Уфе Махин разослал имеющиеся части по разным направлениям, а сам вместе с адъютантом выехал из города навстречу командиру Поволжской группы чехословацких войск Станиславу Чечеку и перешёл на сторону чехов и КОМУЧа, таким образом фактически сдал белым город.
17 июля возглавил части Народной армии Хвалынского района. Занял Вольск, а затем со своим немногочисленным отрядом оборонял район Хвалынска от красных. 24 августа 1918 года постановлением КОМУЧа произведён в полковники. В сентябре 1918 года под ударами красных оставил Хвалынск и отошёл к Сызрани, а затем к Самаре.
В ноябре 1918 года командовал так называемой «актюбинской группой войск», бывшей в подчинении А. И. Дутова. После переворота 18 ноября в Омске, приведшего к власти адмирала А. В. Колчака, Дутов признал верховную власть Колчака. Эсер Махин в Оренбурге пытался организовать заговор, направленный на свержение Дутова, с участием эсера В. А. Чайкина, башкирского лидера Валидова и казахского лидера Чокаева. Однако заговор провалился, и Махин был арестован дутовцами и выслан в Омск, откуда отправлен во Владивосток.

### В эмиграции
В 1919 году прибыл в Париж. В 1920—1922 годах входил в Совет «Внепартийного объединения». Сотрудничал в эсеровских изданиях «Воля России» и «Pour le Russie», входил в левое крыло эсеров. В 1923 году переехал в Белград. В 1923 г. был избран в Областной комитет заграничной организации ПСР. Был руководителем отделения Земгора в Югославии.
Участвовал в создании сербско-русского журнала «Русский архив» (1928—1937), сотрудничал в ряде русских эмигрантских и югославских изданий.
8 мая 1929 года вступил в масонскую ложу «Слога». В 1933 году был членом масонской ложи в Земуне.
В 1934—1938 годах являлся хранителем партийного архива эсеров. Идейно был близок Республиканско-демократическому объединению (Париж).
Придерживался просоветских взглядов.
Во второй половине 1930-х годов придерживался оборонческой позиции. В 1936 году в числе ряда других видных эсеров (В. И. Лебедев, М. Л. Слоним, Е. А. Сталинский и др.) подписал обращение, призывающее в случае войны Германии или Японии с СССР способствовать защите СССР.
В 1939 году вступил в коммунистическую партию Югославии.
В апреле 1941 года ушёл с сербскими четниками в Сараево, затем в Черногорию. Был одним из организаторов партизанского движения в Югославии. Командовал отрядом в четнической армии генерала Дражи Михаиловича, но ещё до конца 1941 года перешёл к партизанам Тито. Работал в отделе радио и пропаганды штаба Народно-освободительной армии Югославии, готовил информационные материалы для радиостанции «Свободная Югославия». В «Красной звезде» публиковал «Югославский дневник». С 1944 года — генерал-лейтенант Народно-освободительной армии Югославии.
В 1944 году посетил СССР. По окончании войны был назначен начальником военных архивов Югославии. Способствовал возвращению в СССР части золота, вывезенного белочехами из Сибири.
Автор книг «Красная армия» (на французском опубликована в 1939 году), «Китай в огне» (на сербском — в 1940).
Заболел и скончался вскоре после возвращения из поездки в СССР. Похоронен на белградском Новом кладбище как национальный герой Югославии.
Его именем была названа улица в Белграде.

## Сочинения
- Makhine, Theodore. L’Armee Rouge. La puissance militaire de URSS. — Paris: Payout, 1938. — 356 p.

## Награды
- Орден Святого Станислава 3-й степени (1908);
- Орден Святой Анны 3-й степени (08.05.1913);
- Орден Святого Станислава 2-й степени (1914);
- Орден Святой Анны 2-й степени (1914);
- Орден Святого Владимира 4-й степени (1916);
- Орден Белого орла (Сербия)
- Орден Партизанской звезды 1-й степени (СФРЮ)
- Орден Национального освобождения (Указ Президиума АВНОЮ № 216 от 4 июня 1945 г.). Орден не был вручён, так как Фёдор Махин умер 2 июня 1945 года.
- Орден Ленина[источник не указан 1201 день]